# Rosone

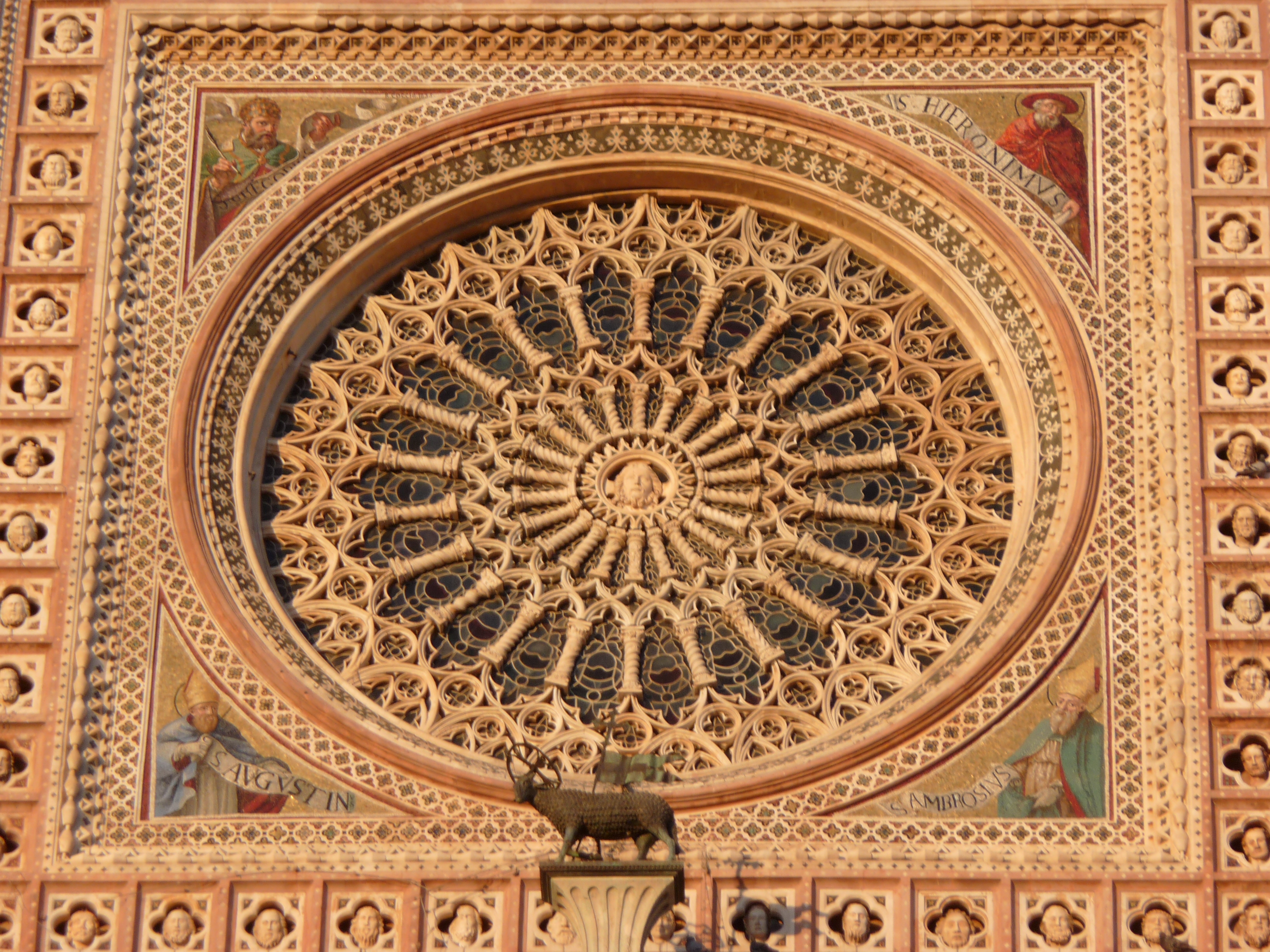
Il rosone sulla facciata del duomo di Orvieto.

Il rosone, o rosa, è un finestrone decorativo di forma circolare applicato alle facciate delle chiese di stile romanico e gotico.
È una vetrata tonda presente sull'asse della navata principale, talvolta anche di quelle secondarie, o in corrispondenza di cappelle o bracci trasversali, di fronte alla quale è posto un traforo in pietra quasi costantemente costituito da colonnine disposte radialmente, a partire da un nucleo centrale, e raccordate da archetti.
La forma circolare e la gamma cromatica disponibile hanno permesso a mastri vetrai di creare opere d'arte sacra raffigurando, sotto forma di icona, passi del Vangelo.
Il rosone, aperto sulla fronte delle chiese, è un elemento decorativo, risultante dalla composizione attorno a un centro o a un sistema di assi radiali di motivi geometrici ispirati alla flora variamente stilizzati, posto al centro di spazi regolari simmetrici, come per esempio nei soffitti e nelle volte.

## Storia del rosone

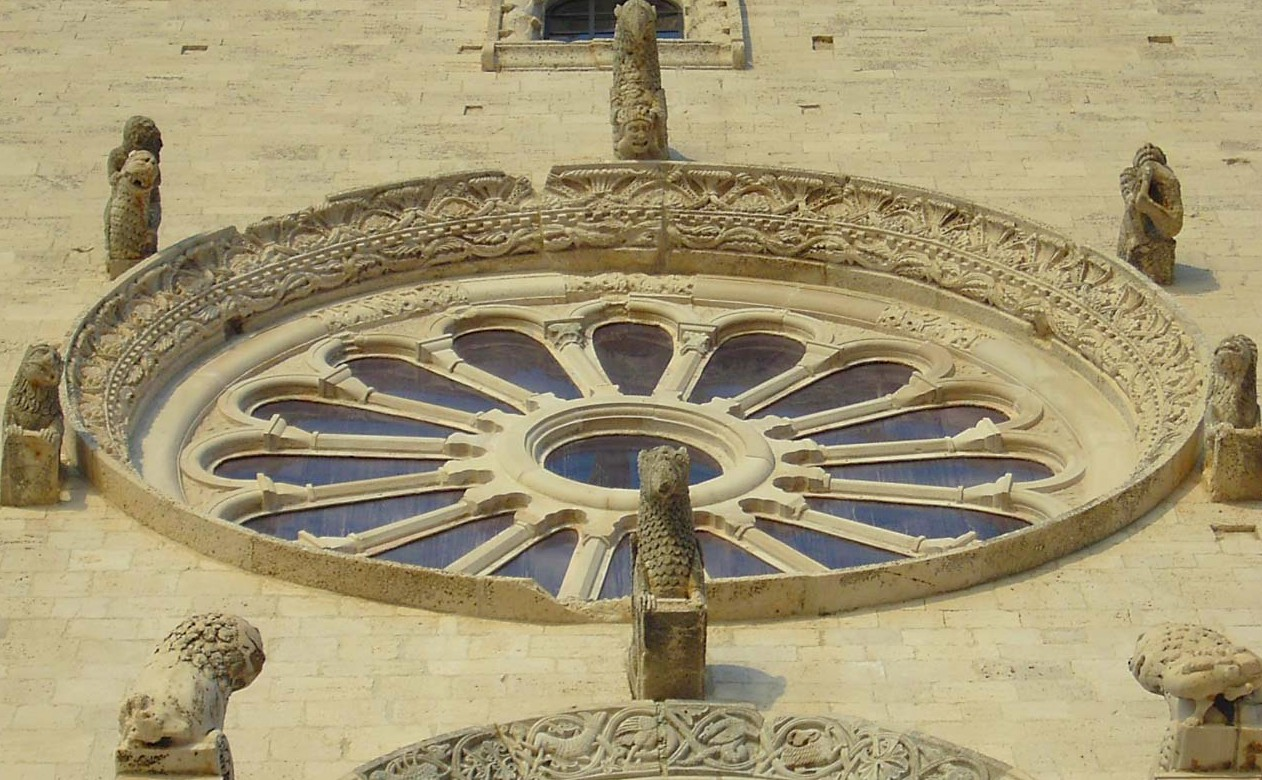
Il rosone sul prospetto principale della Cattedrale di Trani

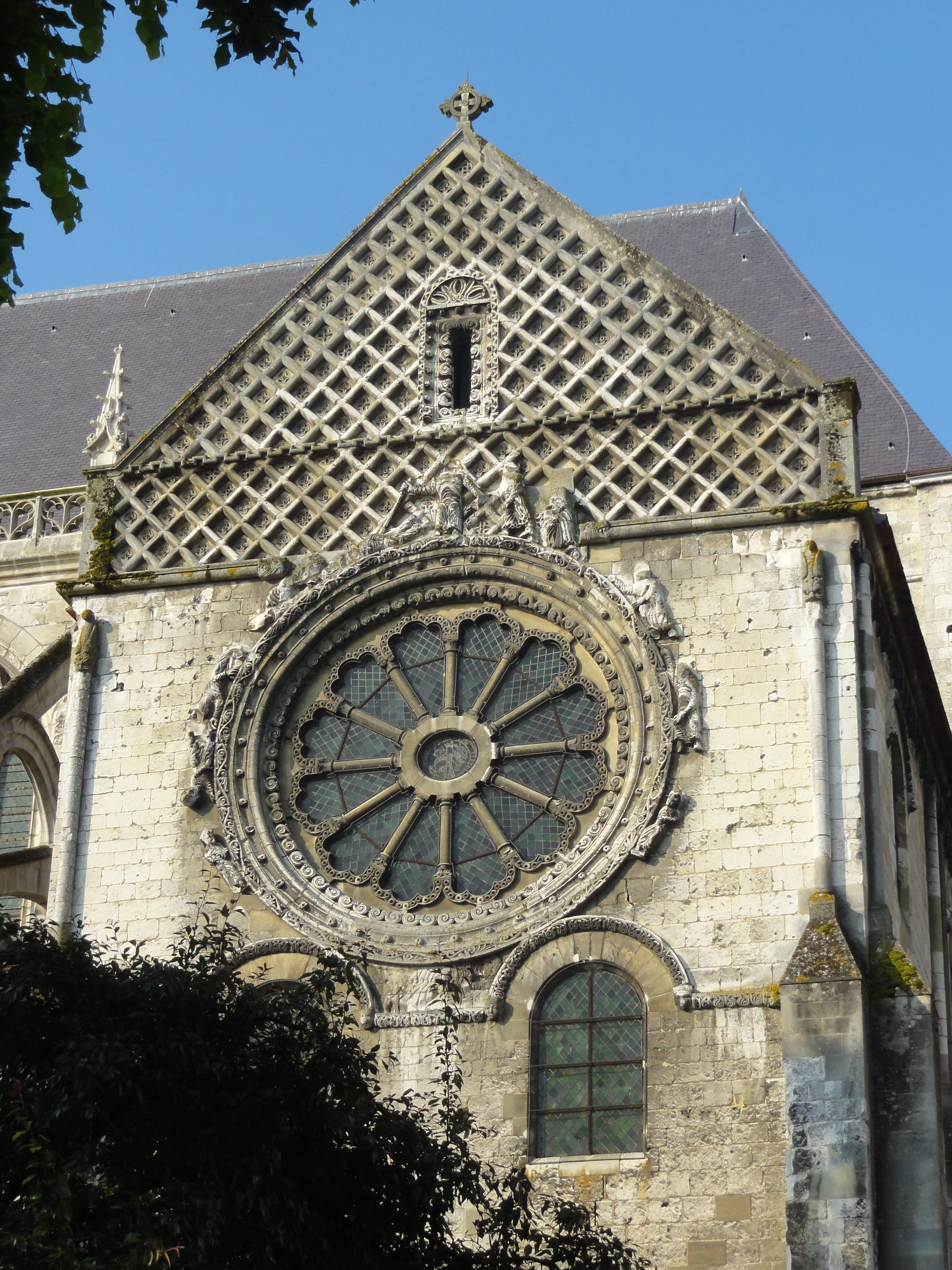
Ruota della fortuna, Santo Stefano a Beauvais, 1145

Gli archetipi del rosone nell'architettura religiosa sono gli “occhi” delle basiliche romane del V-VI secolo (per esempio le cappelle radiali di Santo Stefano Rotondo, la navata laterale della basilica dei Santi Giovanni e Paolo, nonché, come mostrano antiche incisioni, nella chiesa di San Giorgio in Velabro, nella basilica di Santa Maria Maggiore, nella basilica di Santa Croce in Gerusalemme).

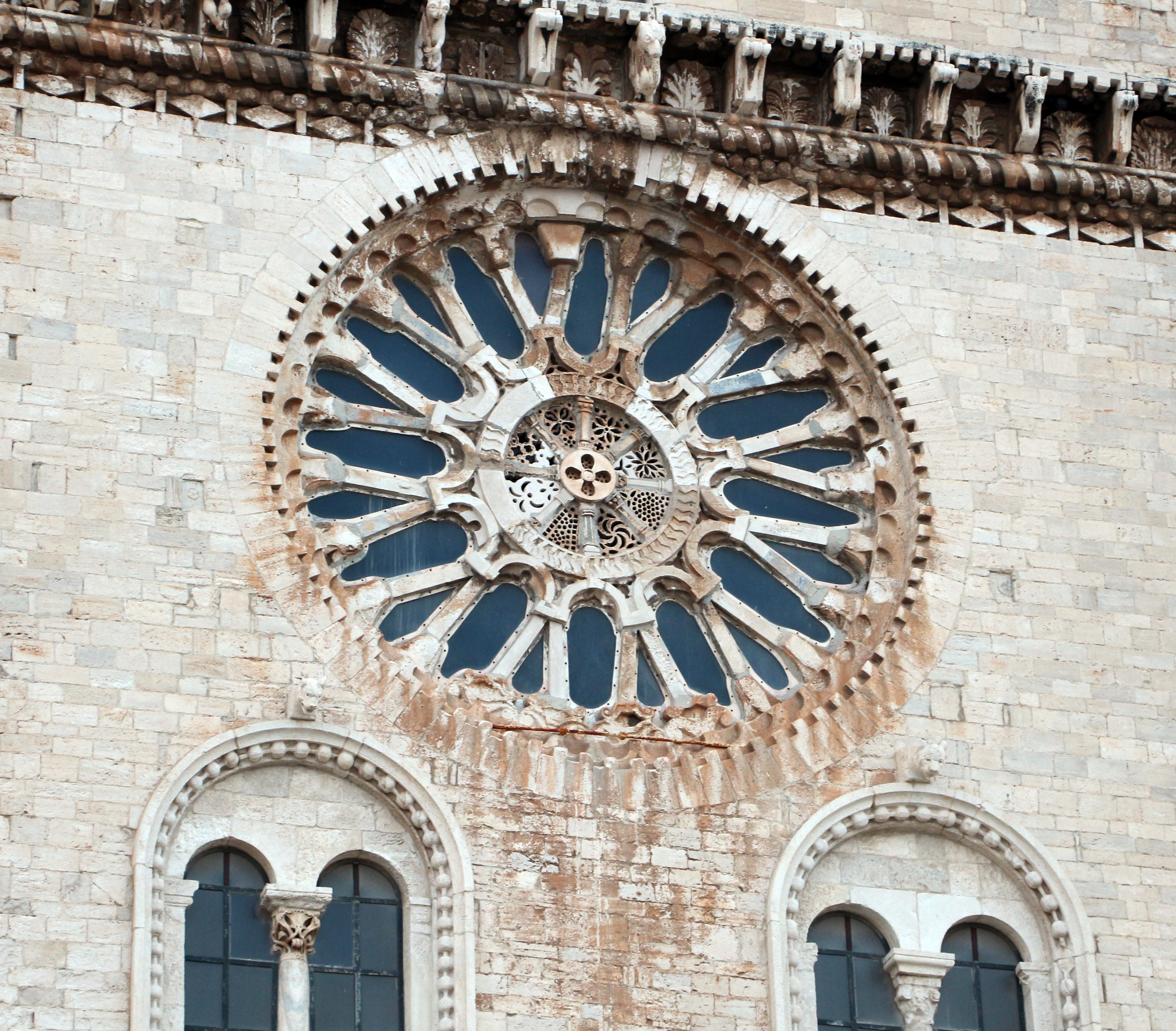
Il rosone sul lato meridionale del transetto della Cattedrale di Trani

Un esempio precoce fuori d'Italia e la ruota della fortuna nel transetto settentrionale della Chiesa die Santo Stefano (Église St-Étienne) di Beauvais nella Francia settentrionale, costruito nel 1145 press'a poco.

Il rosone ebbe una prima diffusione nella seconda metà del XII secolo in tutta l'Italia settentrionale. Un rosone assai precoce fu quello del duomo di Parma, la cui facciata fu terminata nel 1178 e dove un rosone era presente centralmente in facciata, sostituito nel XVI secolo con l'ampia finestra Di poco successivi furono i rosoni del duomo di Piacenza (facciata costruita dal 1160 al 1233), del duomo di Modena (aggiunto alla facciata preesistente tra il 1167 e l'inizio del XIII secolo) e nella basilica di San Zeno a Verona (ad opera del maestro Brioloto nel 1217-1225).

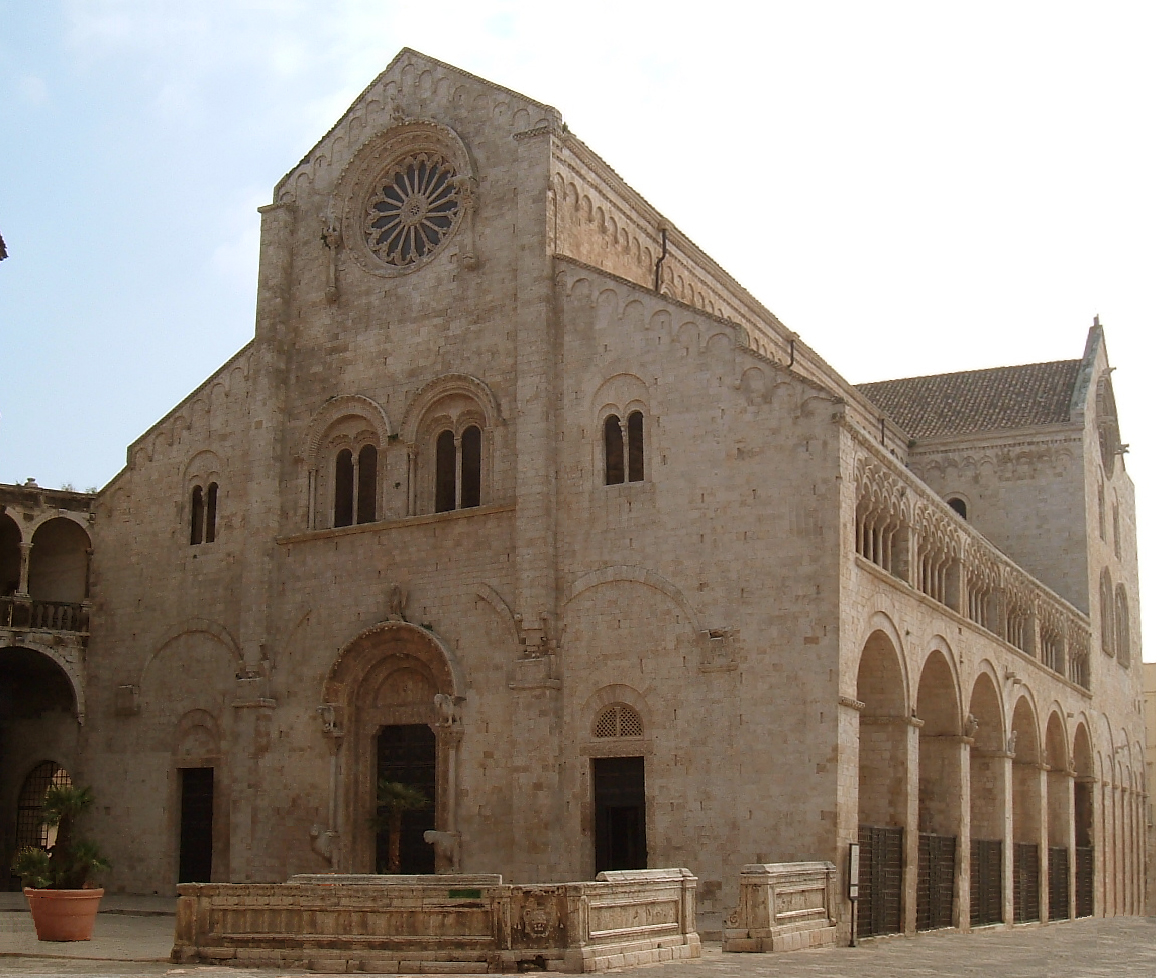
Facciata della concattedrale di Bitonto, col rosone a sedici raggi e con archivolto sostenuto da colonne pensili.

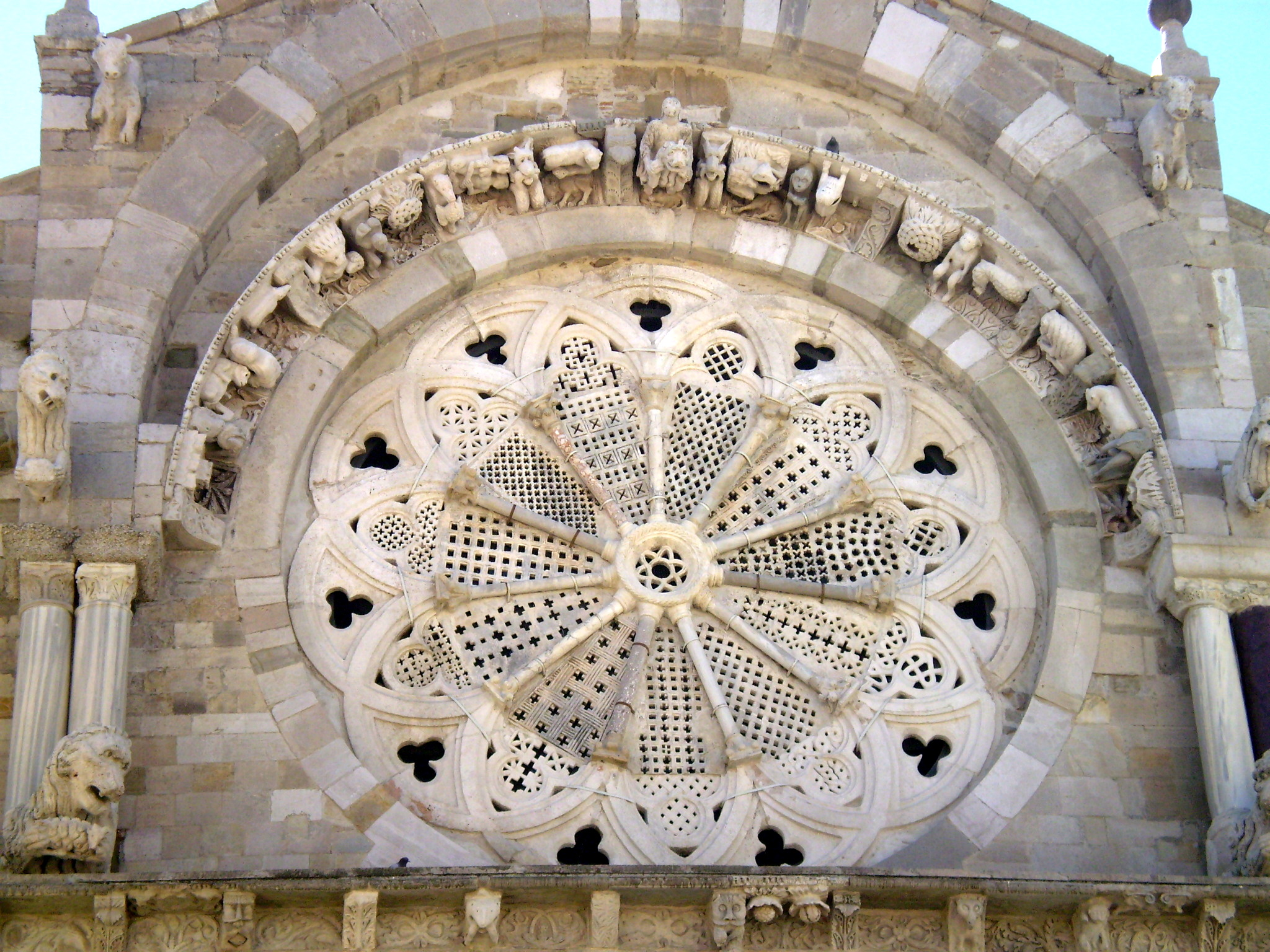
Il rosone della Cattedrale di Troia

Parallelamente a questo sviluppo nell'Italia settentrionale si assistette ad una fioritura di rosoni anche in Puglia: nella cattedrale di Trani (1159-1186) ne sono presenti due di grandi dimensioni, sul prospetto principale e su quello del transetto, divisi rispettivamente in sedici e dodici parti; nella concattedrale di Bitonto (seconda metà del XII secolo, probabilmente nell'ultimo quarto del secolo); nella concattedrale di Ruvo di Puglia (dopo la metà del XII secolo ed entro l'inizio del XIII secolo). 
Più tardi furono invece gli esempi della cattedrale di Cremona (Santa Maria Assunta) con il rosone di Giacomo Porrata da Como (1274), il duomo di Bari (XIII secolo, entro il 1292) e della concattedrale di Troia (dopo il 1266).
Qui lo schema decorativo si complicò e la decorazione risentiva ancora dell'influenza bizantina, dove il rosone era frequentemente incorniciato da un archivolto sostenuto da colonne pensili (cattedrali di Bitonto e di Troia).

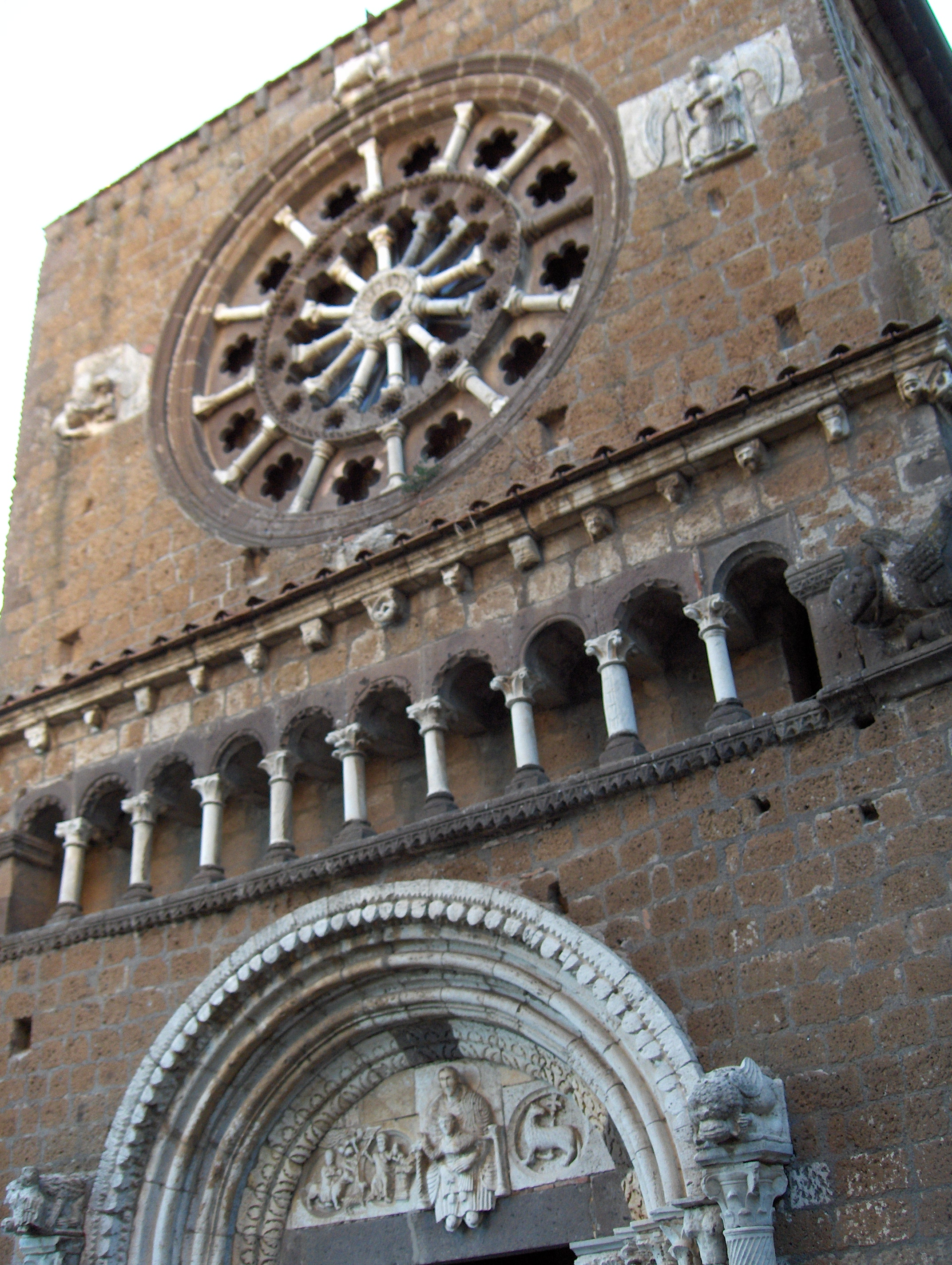
Il rosone della chiesa di santa Maria Maggiore a Tuscania

Fino a pochi decenni fa si riteneva che gli esempi più precoci di rosoni si ebbero in alcune chiese del Lazio e dell'Umbria, risalenti all'XI secolo o all'inizio del XII secolo, come nelle chiese di Santa Maria Assunta a Lugnano in Teverina, di Santa Maria Maggiore a Tuscania e San Pietro, sempre a Tuscania. Tuttavia Renato Bonelli nel 1997 ha chiarito come la chiesa romanica di San Pietro in Tuscania fosse più tarda ed avesse una facciata rifatta tra la fine del XII secolo e l'inizio del XIII secolo. Allo stesso periodo risale la facciata di Santa Maria Maggiore nell'omonima città, mentre aperta rimane la questione cronologica sulla   

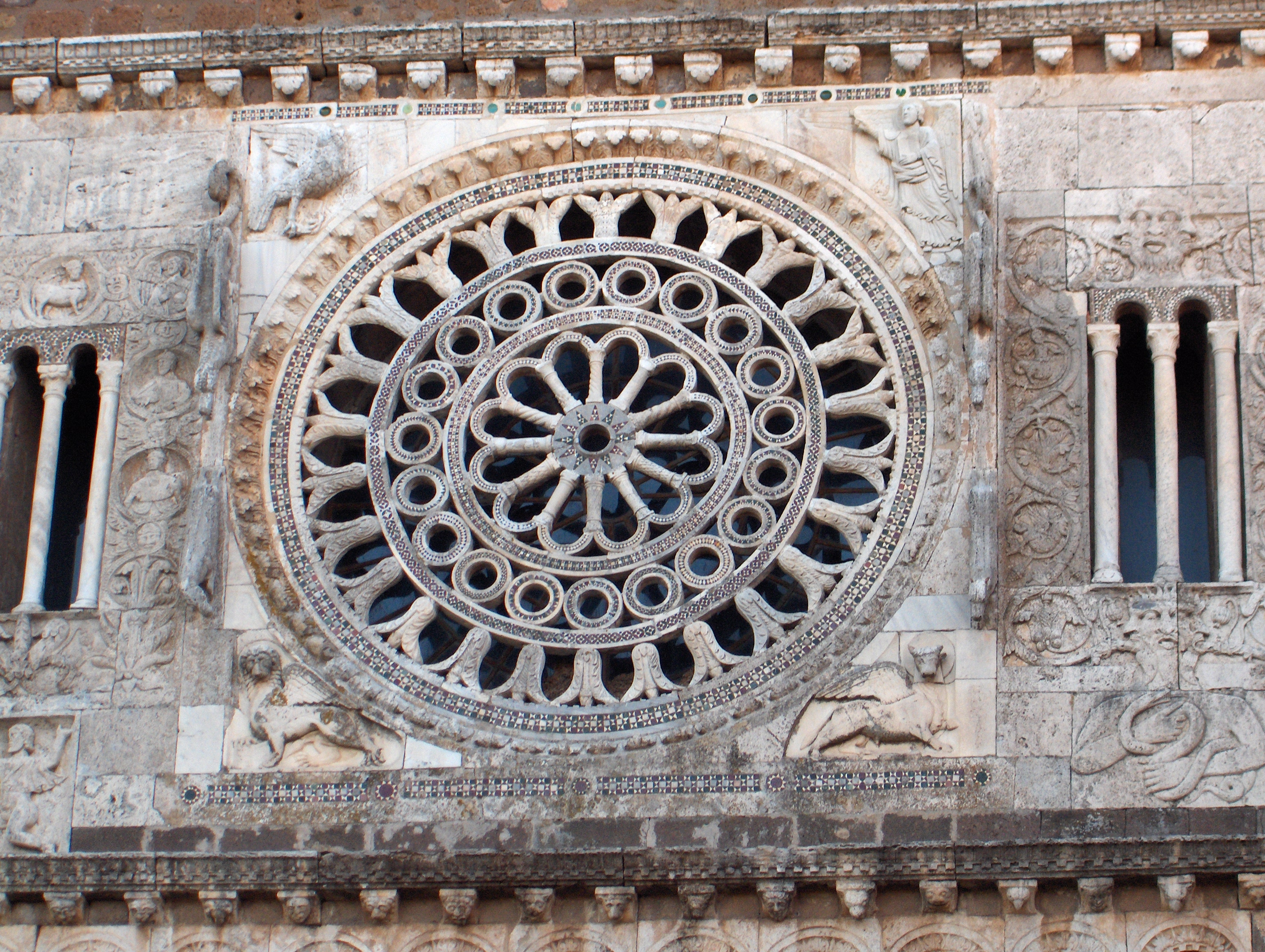
Il rosone della chiesa di San Pietro a Tuscania

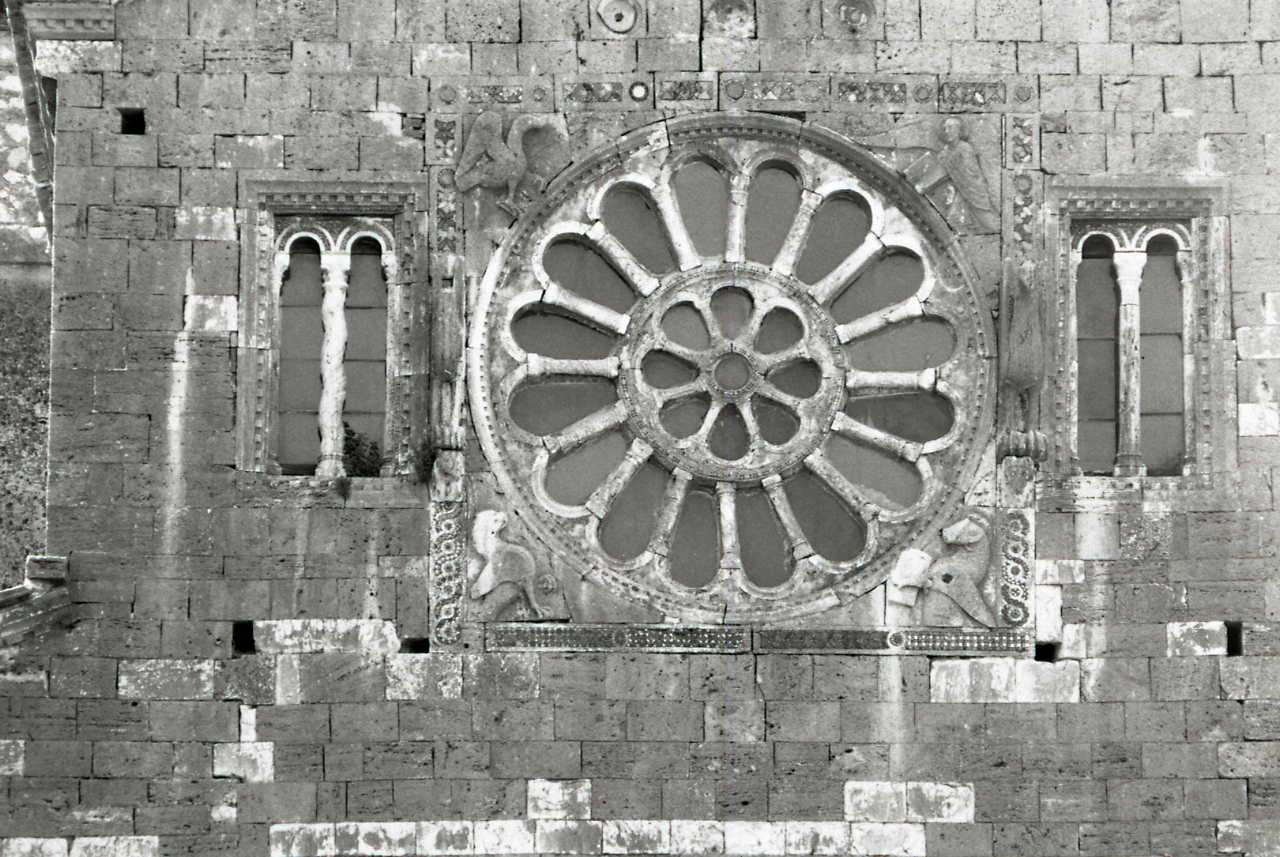
Il rosone della chiesa di Santa Maria Assunta a Lugnano in Tiverina

chiesa di Santa Maria Assunta a Lugnano in Teverina, la cui facciata risale realisticamente al periodo compreso tra la fine e l'inizio dei secoli XI e XII, ma che ha un nartece in facciata compiuto entro il 1230, come rivela un'iscrizione posta sul nartece stesso. La posizione anomala delle due bifore di facciata laterali rispetto al rosone, addossate ad esso, farebbe ipotizzare che anche il rosone sia stato aggiunto all'inizio del XIII secolo, unitamente al nartece.
È quindi plausibile che i rosoni dell'Italia centrale risalgano allo stesso periodo compreso tra la seconda metà del XII secolo e i primi decenni di quello successivo. 

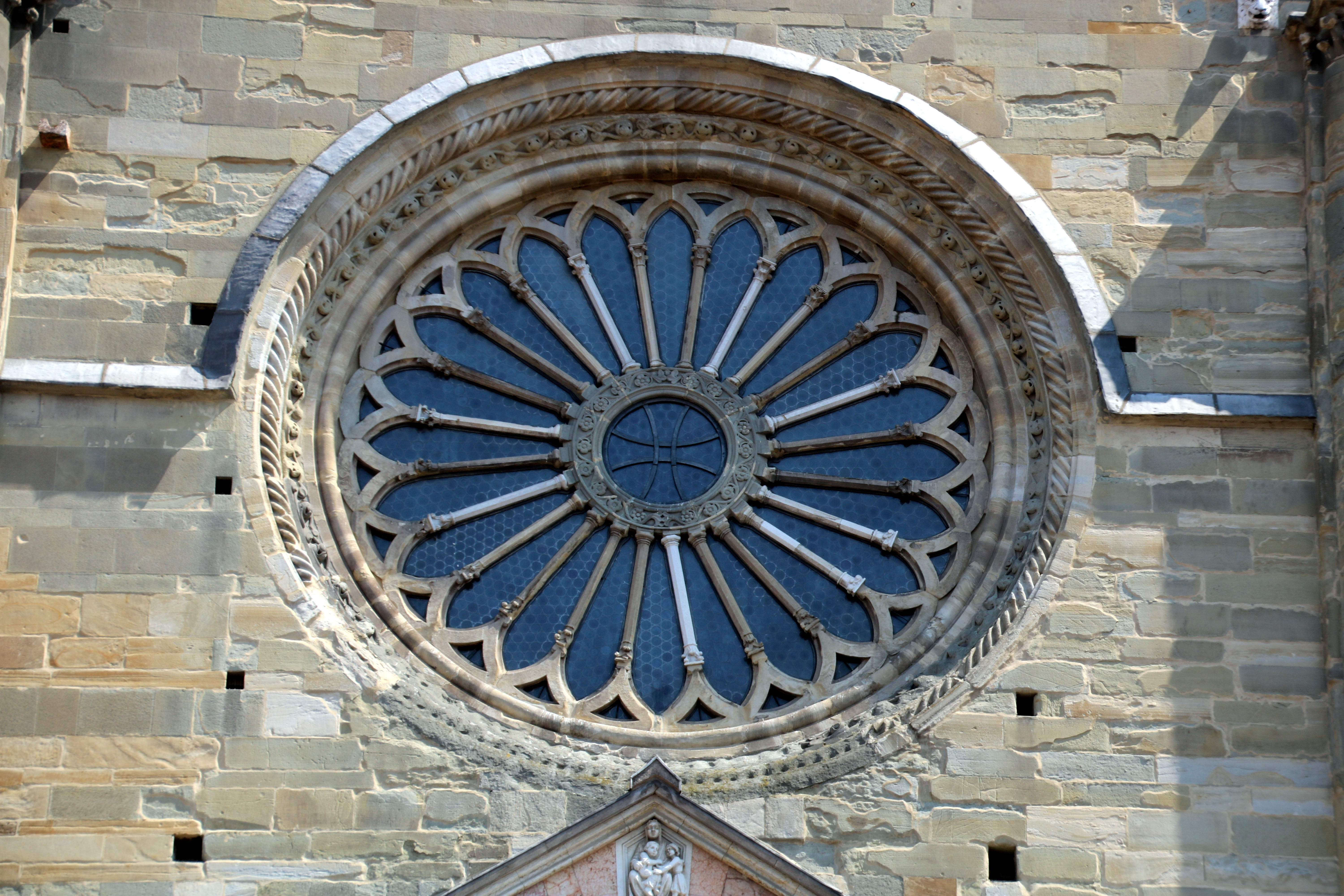
Il rosone del duomo di Piacenza

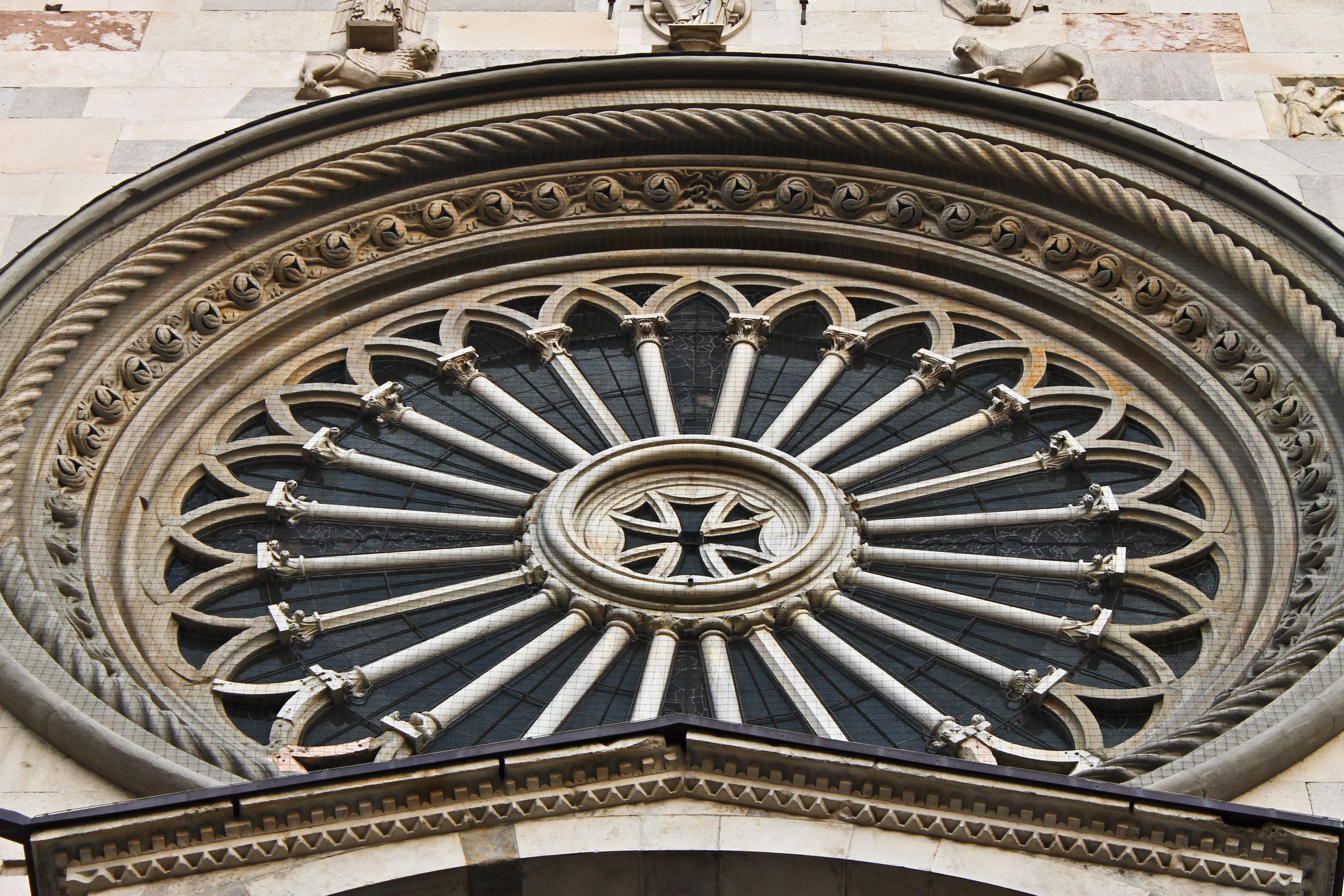
Il rosone del duomo di Modena

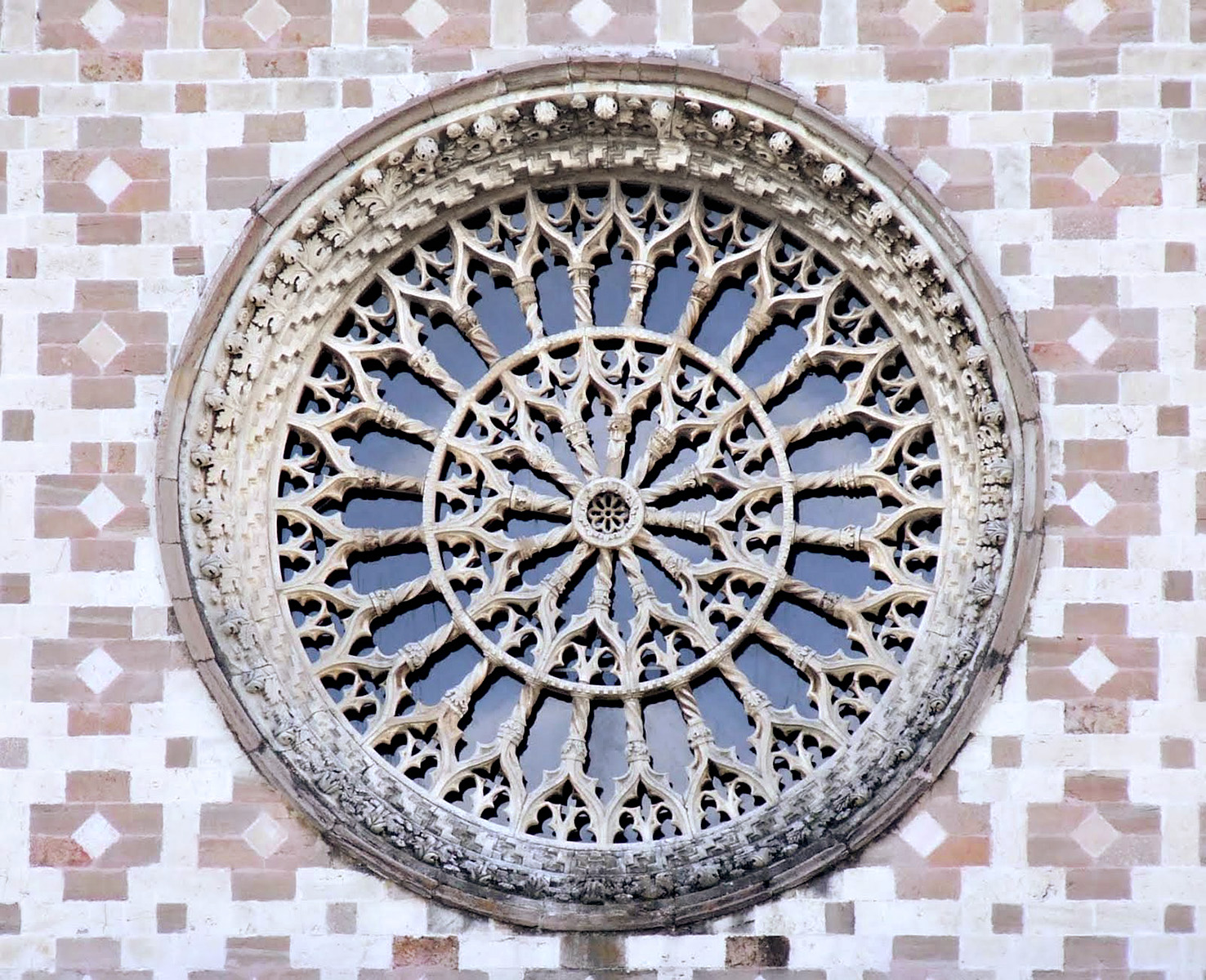
Il rosone maggiore, Santa Maria di Collemaggio in L'Aquila

Il gotico italiano sviluppò i motivi romanici, con l'adozione di peculiari elementi struttivo-decorativi (duomo di Siena, duomo di Orvieto), mentre nei paesi come la Francia, l'adozione di ardite tecniche strutturali e di una corrispondentemente avanzata tecnologia diede modo ai costruttori di esaltare le dimensioni dei rosoni (che raggiunsero anche i tredici metri di diametro), disposti in pareti le cui funzioni strutturali erano ormai ridotte a una secondaria collaborazione con l'ossatura principale dell'edificio, dando prova di grande abilità tecnico-artistica nella realizzazione dell'intelaiatura di suddivisione del vano e di sostegno delle vetrate (dati degli rosoni): cattedrali di Notre-Dame a Parigi (ovest 1220, transetti doppo 1250), di Amiens (1230–1236), di Reims (tra 1240 e 1299), di Carcassonne (circa 1300), di Poitiers (originale metà del s. XIII, attuale s. XIX), di Orléans (tra 1627 e 1771). 
Nel Quattrocento, rosoni comparvero ancora nelle zone d'Italia dove più forte era stata l'esperienza gotica, segnatamente a Venezia (Basilica di Santa Maria Gloriosa dei Frari, Basilica dei Santi Giovanni e Paolo), anche se l'impiego di tale elemento andò gradatamente rarefacendosi fino a non avere più seguito nelle epoche successive (fra gli ultimi esempi quelli nelle facciate della cappella Colleoni a Bergamo, dell'Amadeo, della Chiesa di Santa Maria delle Grazie al Calcinaio a Cortona, di Francesco di Giorgio Martini, e della chiesa di Sant'Agostino a Montepulciano, di Michelozzo, tornati alle primitive, semplici strutture).

## Simbologia cristiana

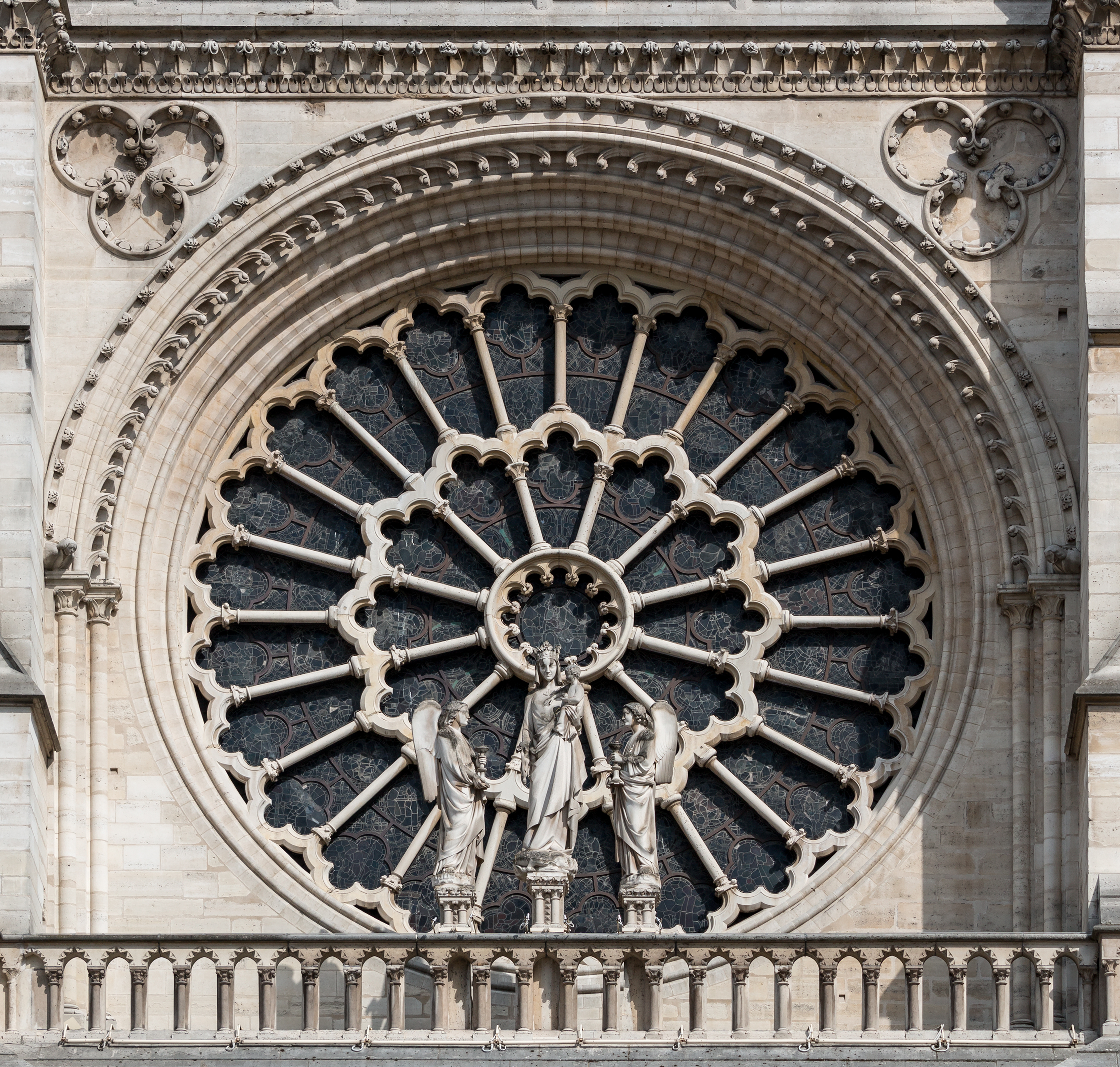
Rosone del prospetto della Cattedrale di Notre Dame a Parigi

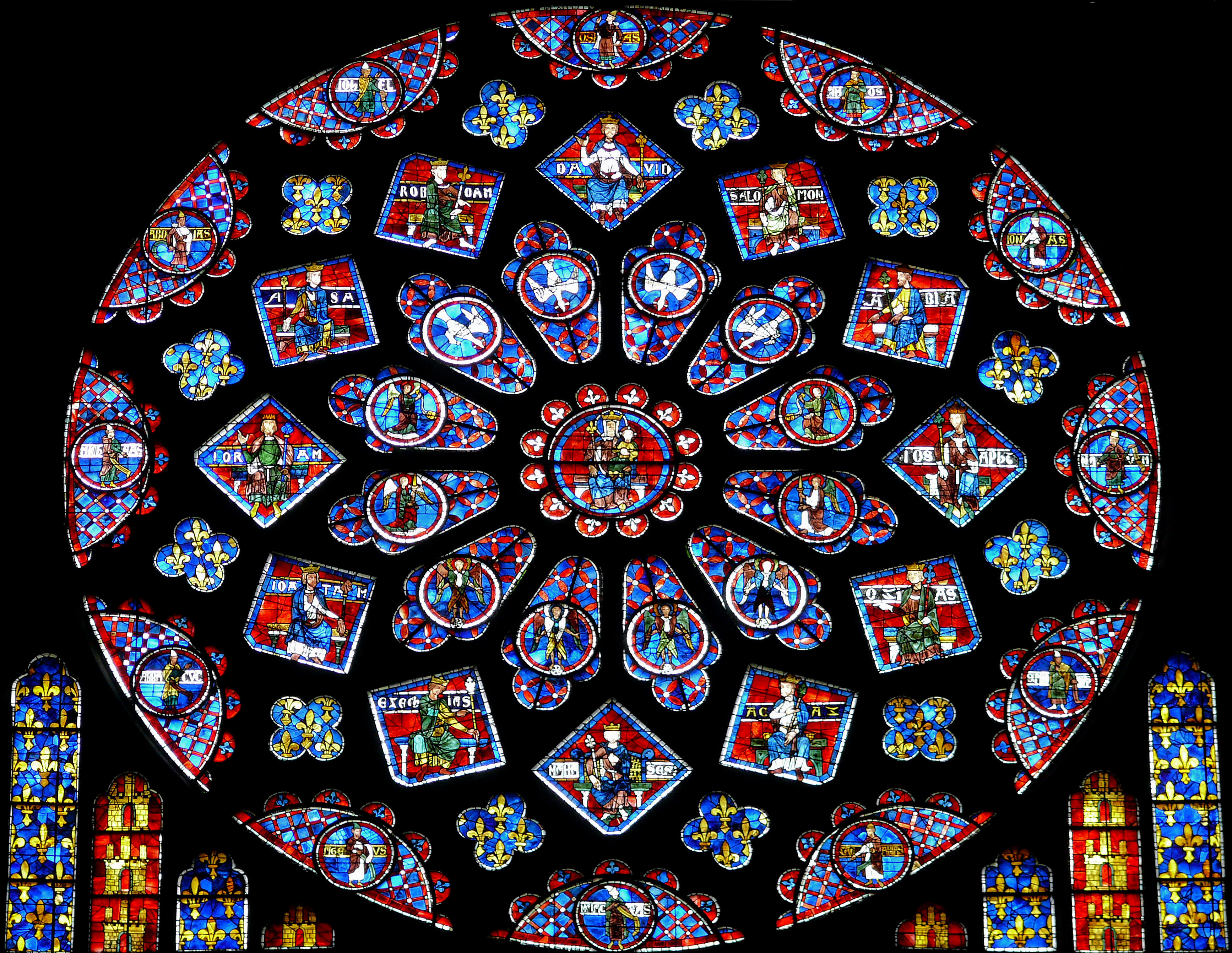
Rosone del lato nord della cattedrale di Chartres

Il rosone è una ruota a raggi che simboleggia, secondo la tradizione cristiana, il dominio di Cristo sulla Terra. Spesso al centro del rosone delle chiese medievali (romaniche e gotiche) si trova la figura di Cristo la quale sta ad indicare il ruolo determinante del Salvatore al centro del progetto escatologico divino.	 
Il rosone indicava anche, nelle chiese di architettura romanica, la ruota della Fortuna (come sulle facciate della basilica di San Zeno a Verona e del duomo di Trento). Va inoltre ricordato che nel Medioevo dominava il teocentrismo e che Dante stesso definì la Fortuna una intelligenza angelica la quale ha sede nell'Empireo ed opera fra gli uomini nell'àmbito di un progetto divino (Inferno, Canto settimo, 67-96). Essa è raffigurata da Dante con una ruota (Inferno - Canto quindicesimo, 95-96; Inferno - Canto trentesimo 13-15; Paradiso - Canto sedicesimo, 82-84).
Il rosone "esplicita chiaramente la ciclicità della fortuna umana e confina il tempo degli uomini nell'incommensurabilità del tempo di Dio".
Il significato simbolico del rosone è pertanto in stretta relazione con il cerchio che, come "linea infinita", senza inizio e senza fine, è simbolo di Dio, e con la ruota, simbolo di eternità. Esso è il centro della storia della salvezza, il centro del fluire del tempo degli uomini. Talvolta all'esterno di alcuni rosoni sono collocate delle figure umane: un richiamo all'inconsistenza, alla precarietà delle cose profane. Altre volte si trovano i simboli degli evangelisti (il tetramorfo) per richiamare che dal centro-Cristo promana la parola della salvezza che si diffonde in tutto il mondo.